# (26715) South Dakota
(26715) South Dakota – planetoida z pasa głównego asteroid okrążająca Słońce w ciągu 4 lat i 172 dni w średniej odległości 2,71 j.a. Została odkryta 16 kwietnia 2001 roku w Badlands Observatory przez Rona Dyviga. Nazwa planetoidy pochodzi od Dakoty Południowej, od 1889 roku oddzielnego stanu Stanów Zjednoczonych. Tam też znajduje się Badlands Observatory. Przed nadaniem nazwy planetoida nosiła oznaczenie tymczasowe (26715) 2001 HJ.